# ینی‌قره‌باغ (سلطان‌داغی)
ینی‌قره‌باغ (به ترکی استانبولی: Yenikarabağ) یک منطقهٔ مسکونی در ترکیه است که در سلطان‌داغی واقع شده‌است.